# Loubressac
Loubressac é uma comuna francesa na região administrativa de Occitânia, no departamento de Lot. Estende-se por uma área de 23,75 km². Em 2010 a comuna tinha 545 habitantes (densidade: 22,9 hab./km²).
Pertence à rede das As mais belas aldeias de França.